# Hornlunne
Hornlunne (Fratercula corniculata) är en fågel i familjen alkor inom ordningen vadarfåglar som förekommer i nordöstra Asien och nordvästra Nordamerika.

## Utseende
Hornlunnen är Stilla havets motsvarighet till lunnefågeln och mycket lik med svart ovansida och strupe, vitt ansikte och undersida, den stora, trekantiga och färgglada papeojliknande näbben samt uppsynen av en ledsen clown. Jämfört med lunnefågeln är dock hornlunnen större (32–41 cm istället för 28–34 cm) och näbben är gräddgul på de inre två tredjedelarna, ytterst röd. Vidare har den en svart streck bakåt från ögat och en hornliknande hudflik rakt upp som gett arten dess namn. Utanför häckningstid är ansiktet sotfärgat och det gula på näbben grått. Ungfågeln har en liknande dräkt, men näbben är mindre.

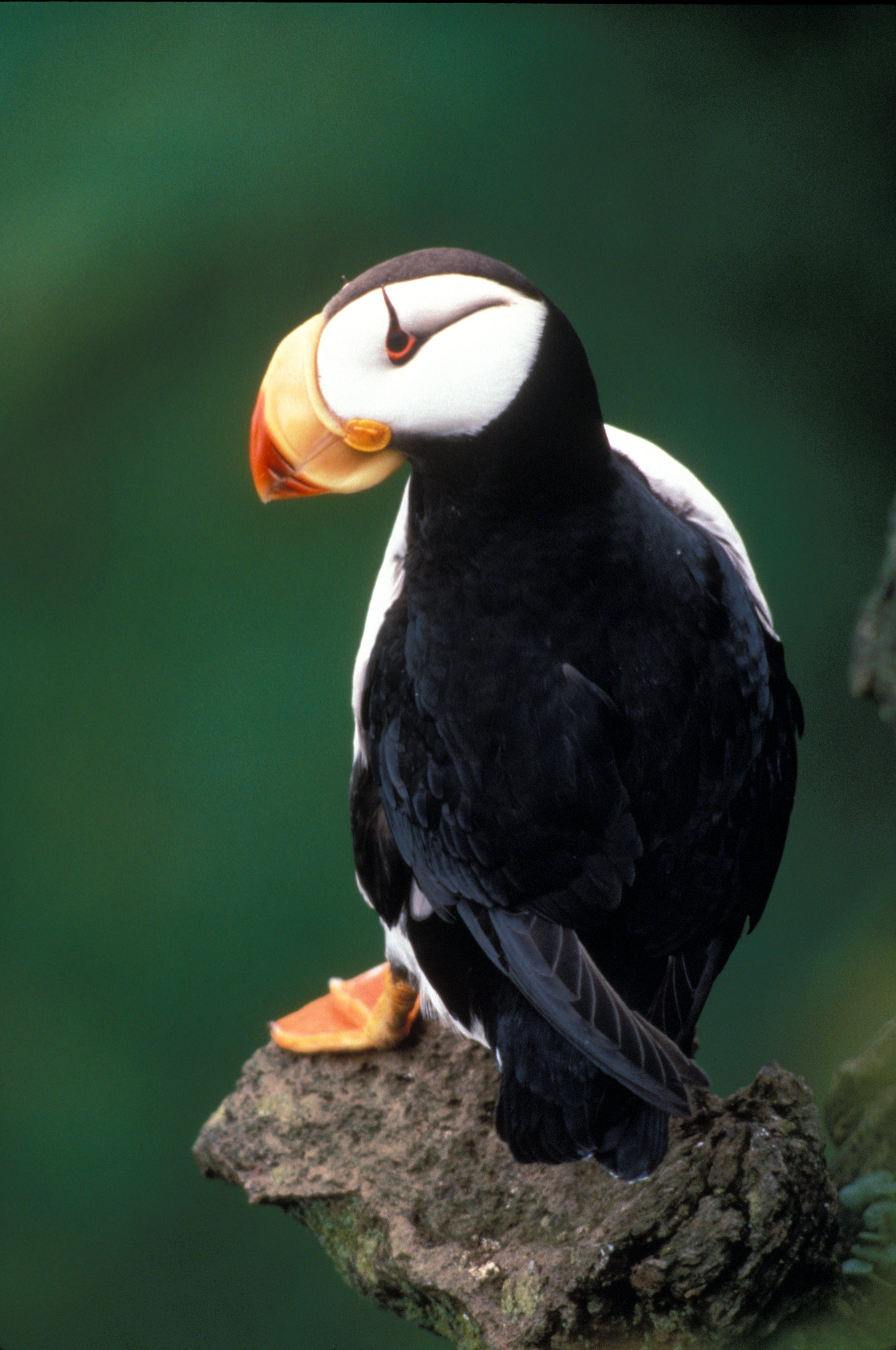
Adult fågel i häckningsdräkt.

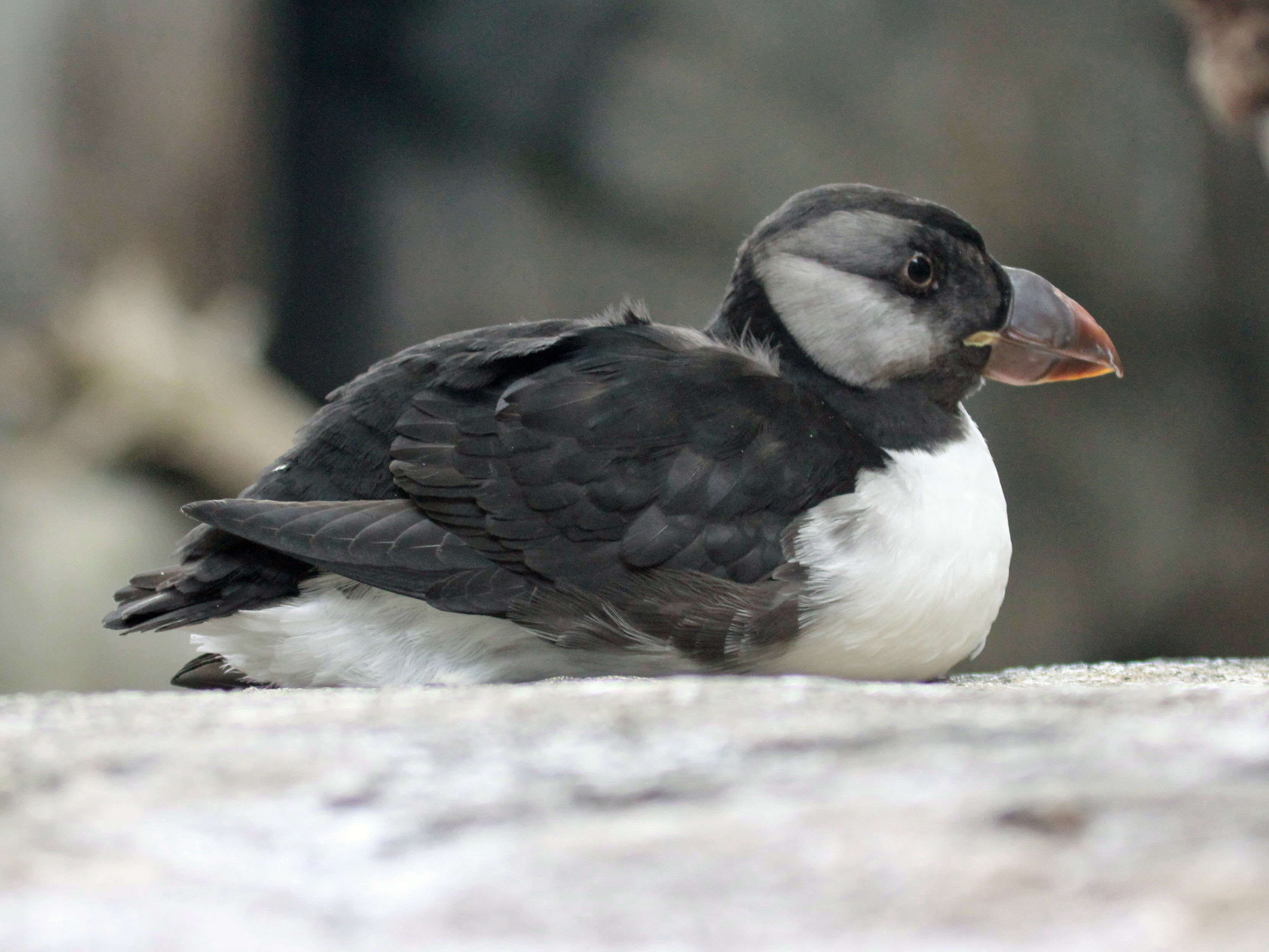
Ungfågel.

## Läten
Vid häckningskolonierna hörs låga, stönande läten i rytmiska serier. Vintertid är den generellt tystlåten.

## Utbredning och systematik
Hornlunnen häckar i östra Sibirien och nordvästra Nordamerika. I Asien häckar den på Wrangelön, Heardön och utmd Tjuktjerhalvöns kust söderut genom Kamtjatka, Kommendörsöarna till Ochotska havet, Sachalin och norra Kurilerna. I Nordamerika förekommer den i norra och västra Alaska (nära Barrow samt på Kap Lisburne och Diomedeöarna) söderut genom Berings hav till Aleuterna och österut genom Alaskagolfen söderut till British Columbia (Haida Gwaii). Vintern tillbringar den mestadels ute till havs i ett stort område i centrala norra Stilla havet och ses då söderut till Japan och södra Kalifornien. Den behandlas som monotypisk, det vill säga att den inte delas in i några underarter.
En hornlunne fotograferades 10 augusti 2009 på Hornöya i norska Varanger. Bilden granskades långt senare och fyndet rapporterades först 18 januari 2022 som det första i Europa. En individ har också rapporterats återkomma till ett skär utanför Wolstenholme Ø i nordvästra Grönland 2002–2006 och 2013–2019.

## Levnadssätt
Hornlunnen häckar till skillnad från lunnefågeln i klippskrevor. Den lägger ett enda ägg som ruvas i sex veckor. Ungen matas i ytterligare sex veckor med fisk och bläckfisk som fångas i närheten, oftast inom en till två kilometer från kusten.

## Status och hot
Arten har ett stort utbredningsområde och en stor population, men tros minska i antal till följd av predation från invasiva arter och habitatförstörelse. Den minskar dock inte tillräckligt kraftigt för att den ska betraktas som hotad. Internationella naturvårdsunionen IUCN kategoriserar därför arten som livskraftig (LC). Världspopulationen uppskattas till fler än 1,2 miljoner individer.